# Óblast de Kírov
|  | Aquest article tracta sobre el subjecte federal de Rússia. Si cerqueu la ciutat i centre administratiu de l'óblast, vegeu «Kírov (óblast de Kírov)». |

L’óblast de Kírov (en rus Ки́ровская о́бласть, transliterat Kiróvskaia óblast) és un subjecte federal de Rússia establerta amb la Constitució Soviètica de 1936 en 5 de desembre de 1936. El nom és homenatge al dirigent comunista Serguei Kírov nascut en la capital. Està dividit en 39 raions.